# 潮田登久子
潮田 登久子（うしおだ とくこ、1940年 - ）は、日本の写真家。
1940年、東京都生まれ。東京を拠点に活動し、静物を中心としたモノクロ写真を撮り続けている。主な作品に「冷蔵庫／ICE BOX」シリーズ、「本の景色／BIBLIOTHECA」シリーズがある。夫の島尾伸三との共著で、中国の一般庶民の生活や雑貨などを撮ったシリーズがある。

## 来歴
1960年、桑沢デザイン研究所に入学し、写真家の石元泰博、大辻清司の指導を受ける。それまでカメラを触ったことはなかったが、石元泰博の授業で「渋谷の街に出て知らない人に声を掛けて撮らせてもらう」という課題が出たことをきっかけに、初めて一眼レフのカメラを購入して写真を撮った。1963年に桑沢デザイン研究所リビングデザイン研究科写真専攻を卒業し、写真家の道に進む。
1964年ごろから、新宿や上野の街で道ゆく人に声をかけて撮影した人物写真のシリーズを撮り始め、1976年に「微笑みの手錠」と題して個展で発表した 。
1966年から1978年まで、桑沢デザイン研究所と東京造形大学で写真の講師を務める。
1975年にフリーランスの写真家として活動を始める。
1978年に島尾伸三と同居生活を始め、のちに妊娠。入籍の4日後の10月14日に長女のまほが生まれる。長女が生後2か月のころに、世田谷区豪徳寺の洋館「旧尾崎邸」の2階に転居し、8畳1間に親子3人で暮らした。
1981年より、さまざまな家庭の冷蔵庫の撮影を始める。6×6のカメラで冷蔵庫の正面から扉を閉じた状態と扉を大きく開いた状態を撮影するスタイルで、旧尾崎邸で自分の生活の記録として撮り始めたものが、やがて親族や友人、知人へと広がったという。「冷蔵庫／ICE BOX」シリーズは1992年にGalleryさくら組(東京・渋谷)で初めて発表され、1996年に『冷蔵庫／ICE BOX』として出版された。
1995年、解体前のみすず書房旧社屋で、置き去られた一冊の本  に強い印象を受けたことをきっかけに、本と本が置かれている環境を主題とした「本の景色／BIBLIOTHECA」シリーズの撮影を始める。長い時間や人の手を経て存在感のあるオブジェとなった本を、図書館や古書店、個人宅、出版社の編集室などで自然光のみで撮影し、モノクロプリントに仕上げた作品で、2003年に個展で初めて発表され、2016年から2017年にかけて『みすず書房旧社屋』、『先生のアトリエ』、『本の景色』の三部作として出版された。2018年、『本の景色』で第37回土門拳賞を受賞。同年、日本写真協会賞作家賞、第34回写真の町東川賞国内作家賞を受賞。2019年5月に桑沢特別賞を受賞。
2022年2月、約40年前の未発表作を写真集『マイハズバンド』として出版し、同年11月、「Paris Photo–Aperture PhotoBook Awards」  審査員特別賞を受賞した。
2024年11月、神奈川県立図書館旧本館（1954年竣工）が「神奈川県立図書館　前川國男館」(2025年改修工事開始予定）として改修される過程の一時期に撮影した作品を集めた写真集『改修前 前川國男設計神奈川県立図書館』を出版した。

## 年譜
- 1963年、桑沢デザイン研究所卒業。
- 1966-78年、桑沢デザイン研究所及び東京造形大学の講師を務める。
- 1975年頃よりフリーランスの写真家として活動を始める。
- 2018年、「本の景色　BIBLIOTHECA」で第37回土門拳賞受賞。第34回東川賞国内作家賞受賞。

## 親族
- 夫・島尾伸三 - 写真家[1]
- 娘・しまおまほ - 漫画家、イラストレーター[1]
- 弟・南原四郎 - 写真家、「南原企画」主催のカルト系雑誌編集者[12]
- 義父・島尾敏雄 - 作家
- 義母・島尾ミホ

## 作品

### 作品集
- 潮田登久子『照片　Chinese people』私家版、1983年。[13]
- 潮田登久子『冷蔵庫　潮田登久子・写真集』光村印刷、1996年。ISBN 4896159284。
- 潮田登久子『みすず書房旧社屋』幻戯書房、2016年。ISBN 9784864881098。
- 潮田登久子『先生のアトリエ 大辻清司は私の先生だった』ウシマオダ発行　幻戯書房発売、2017年。ISBN 9784864881142。
- 潮田登久子『本の景色 BIBLIOTHECA』ウシマオダ発行　幻戯書房発売、2017年。ISBN 9784864881180。
- 潮田登久子『ビブリオテカ 本の景色「撮影ノート」』ウシマオダ発行　幻戯書房発売、2021年。ISBN 9784864882149。
- 潮田登久子『マイハズバンド』torch press、2022年。ISBN 9784907562359。
- 潮田登久子『改修前　前川國男設計神奈川県立図書館』猿田彦珈琲株式会社発行、2024年。国立国会図書館書誌ID:033870026

### コレクション
- スミス大学美術館（英語版）（ノースハンプトン、アメリカ）[3]
- ミード美術館（英語版）（アマースト、アメリカ）[3]
- 九州産業大学（福岡）[3]
- 東京国立近代美術館（東京）[3]

### 共著
- 島尾伸三、潮田登久子『中華人民生活百貨遊覧』新潮社〈とんぼの本〉、1984年。ISBN 4106019116。
- 島尾伸三、潮田登久子『香港上海雑貨見物』東京三世社、1986年。ISBN 4885703212。
- 潮田登久子ほか『六・非・表現主義』FROG、1989年。全国書誌番号:90007511。
- 島尾伸三、潮田登久子『凝裸儒的中華天地』三交社、1994年。ISBN 4879195464。
- 島尾伸三、潮田登久子『中国のかわいいおもちゃ』平凡社〈コロナ・ブックス〉、1997年。ISBN 4582633269。
- 島尾伸三、潮田登久子『極楽マカオ案内』平凡社〈コロナ・ブックス〉、1999年。ISBN 4582633684。
- 島尾伸三、潮田登久子『マカオで道草』大修館書店、1999年。ISBN 4469232025。
- 島尾伸三著、潮田登久子写真『雲を呑む龍を食す』NTT出版、2000年。ISBN 4757150288。
- 島尾敏雄の会 編『島尾敏雄』鼎書房、2000年。ISBN 4-907846-02-9。 - 「バースデイケーキ」潮田登久子著（p151-153）
- 島尾伸三、潮田登久子『中国庶民生活図引　食』弘文堂、2001年。ISBN 4335550839。
- 島尾伸三、潮田登久子『中国庶民生活図引　遊』弘文堂、2001年。ISBN 4335550847。
- 島尾伸三、潮田登久子『中国庶民生活図引　癒』弘文堂、2001年。ISBN 4335550855。
- 島尾伸三、潮田登久子『中国製造　+香港+澳門』パロル舎、2004年。ISBN 4894192969。
- 香山まり子、潮田登久子『帽子 香山まり子の布の彫刻作品をコレクション 潮田登久子・写真集』Usimaoda、パロル舎、2004年。ISBN 4894192942。
- 島尾伸三、潮田登久子、しまおまほ 著、浅井俊裕 編『まほちゃんち 本編』水戸芸術館現代美術センター、2004年。ISBN 4943825672。
- 島尾伸三、潮田登久子、しまおまほ 著、浅井俊裕 編『まほちゃんち 記録編』水戸芸術館現代美術センター、2004年。ISBN 4943825680。
- 島尾伸三 編『検証島尾敏雄の世界』勉誠出版、2010年。ISBN 978-4-585-29003-2。 - 「初対面のとき」潮田登久子著（p33-35）、「引越しと童謡」潮田登久子著（p36-40）、「東欧土産」潮田登久子著（p41-43）
- 島尾伸三 編『島尾敏雄とミホ 沖縄・九州』鼎書房、2015年。ISBN 978-4-907282-18-9。 - 「懐かしい義母」潮田登久子著（p42-50）
- 潮田登久子写真 著、石田克哉 編『写真史家・金子隆一の軌跡』エムイーエム、2022年。ISBN 9784909598097。

### 出演
- 「そして、水色の家は残った　～“世田谷イチ”古い洋館の135年物語～」（NHK BSプレミアム 2023年2月3日）[14] - 元住人として、島尾伸三、しまおまほと共に洋館を訪れ、当時の様子を語っている。